# 堅上
堅上（かたかみ）は、大阪府柏原市内の一地域。
柏原市の北東部に位置し、柏原市の前身である南河内郡柏原町と合併する前の中河内郡堅上村であった地域である。
現在の住所表記では、青谷、雁多尾畑（かりんどおばた）、本堂、峠の各地域に該当する。

## 歴史・概要

### 近代以前
（日本 > 畿内 > 河内国 > 大県郡 > 青谷村、雁多尾畑村、本堂村、峠村）

### 近代以降
（日本 > 大阪府 > 中河内郡 > 堅上村）
- 1889年4月1日の市町村制施行に伴い、4か村が合併して堅上村が成立。
  - 同年に地域内に鉄道が大阪と奈良を結ぶ鉄道が開通するも、当初は峠地区にトンネルを掘って大和川北岸に沿うように通っていた。しかし1932年1月に大規模な地すべりが発生し、トンネルは崩壊し、地盤の軟弱な峠地区を通らずに大和川を越えて南岸へ迂回するルートに切り替えられた。
- 1939年7月1日に隣の堅下村とともに南河内郡柏原町と合併。中河内郡柏原町の一地域となる。

## 地理
柏原市北東部の山中、大和川の北側（右岸）に位置し、地域内に平地はほとんど存在しない。峠地区は三郷駅に近く、三郷町立野地区の住宅地の脇が府県境となっている。本堂地区はほぼ山上に位置しており、信貴山からは徒歩圏内である。
かつては大和川右岸に沿うように旧街道が通っていたが、前述の通り国道25号は対岸を通り、鉄道は亀の瀬地区を避けるように通る。地域内にJR大和路線の河内堅上駅があるが利用者はほぼ青谷地区周辺の住民に限られており少ない。他の地区は自家用車やコミュニティバスが欠かせない状況である。

### 交通
主な道路
- 府道本堂高井田線（信貴山越、竜田越奈良街道）

青谷寺の前のT字路で信貴山越の道と奈良街道旧街道に分かれる。雁多尾畑より上は地元民以外自動二輪車・原付通行禁止となっている。
鉄道
- JR関西本線（大和路線）
  - 河内堅上駅

バス
かつては近鉄バス堅上線が運行され、狭隘路のため接近を知らせるメロディを流しながら走っていたが、2006年以降は柏原市の無料循環バス（きらめき号）が平日に運行されており、高井田駅、国分駅方面を結んでいる。

## 地域
住所標記は基本的に全て大字名＋番地であるが、雁多尾畑内に「横尾」の小字名が地図上に残っている。また、峠地区は通称「亀の瀬」と呼ばれ、日本全国的にはこちらの名称のほうが有名である。

### 青谷

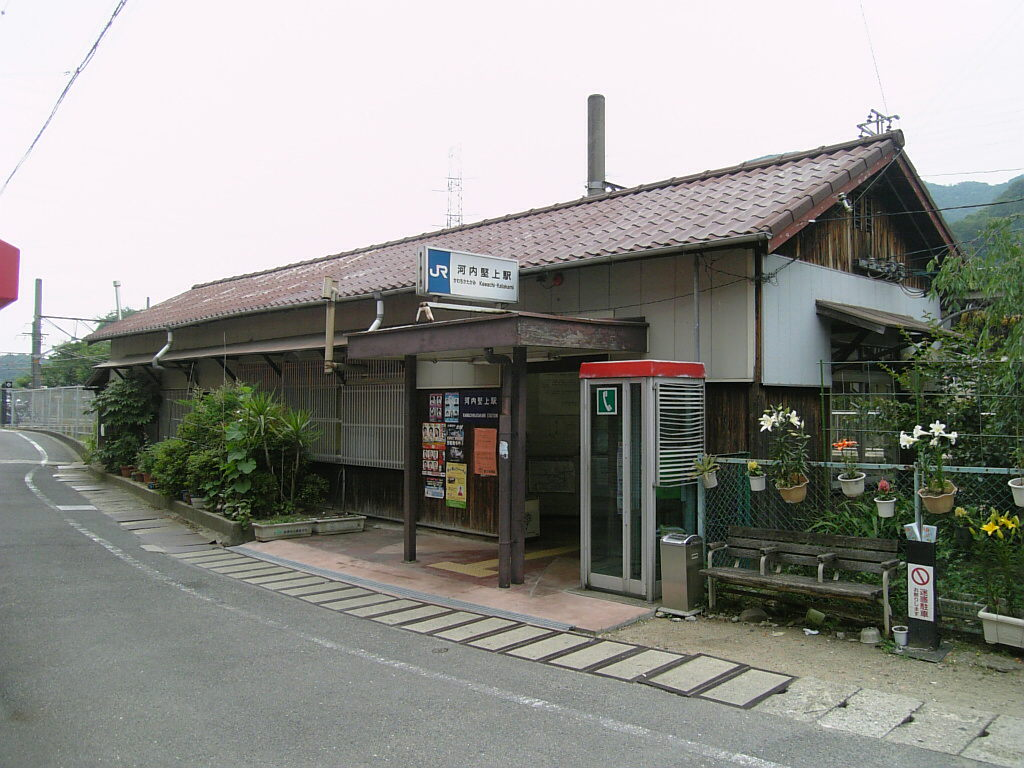
河内堅上駅

- JR河内堅上駅
- 青谷寺
- 金山彦神社
- 青谷青少年運動広場

### 雁多尾畑

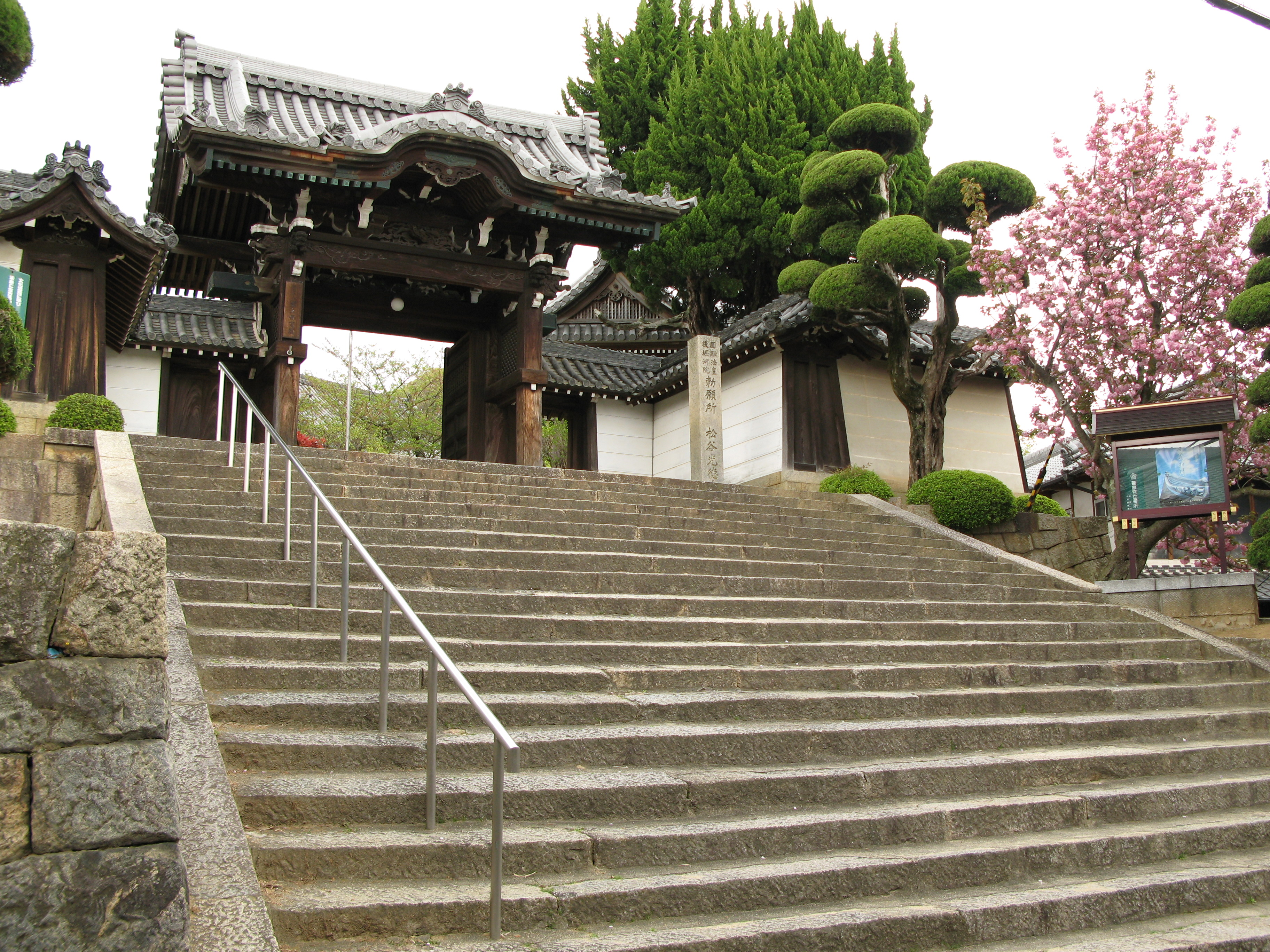
松谷光徳寺

- 柏原市役所堅上出張所
- 柏原市立堅上中学校
- 柏原市立堅上小学校
- 柏原堅上郵便局
- 金山媛神社
- 松谷光徳寺
- 柏原聖地霊園
- 関西電力信貴変電所

### 峠

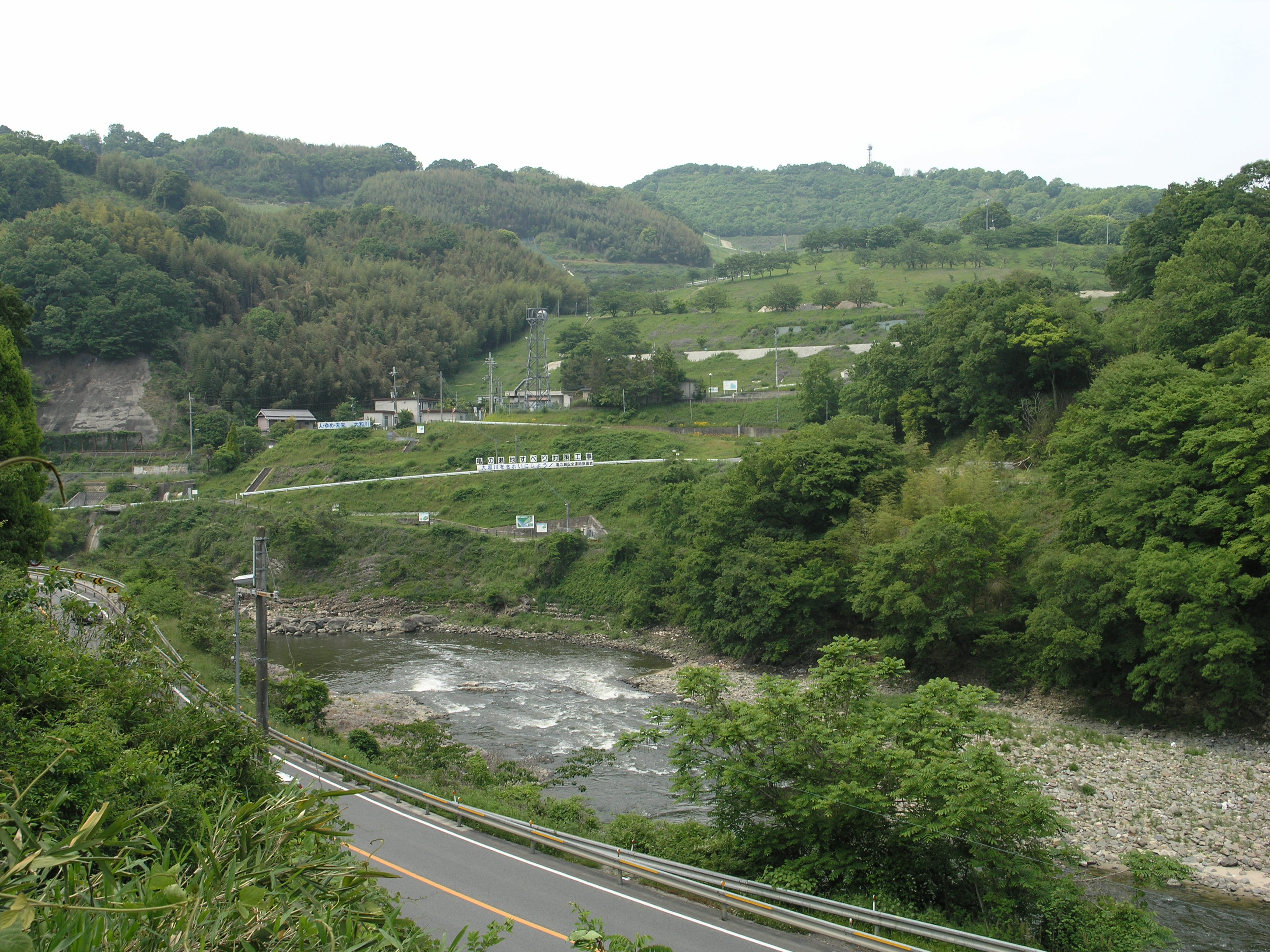
亀の瀬地滑り対策工事地区

- 国土交通省近畿地方整備局大和川河川事務所亀の瀬出張所

大和川右岸・亀の瀬地区の地滑り対策事業を行っている。当初は大阪府の管轄であったが、後に国直轄となった。このあたりは渓谷状態となっており、ひとたび地滑りが発生すると大和川がせき止められ、二次災害に繋がりかねないため、大規模な対策事業と監視がおこなわれている。
- 峠八幡神社

### 本堂
- 大狛神社
- 生安寺
- 高安山霊園